# Gory Poljarnikov
Gory Poljarnikov är ett berg i Antarktis. Det ligger i Östantarktis. Australien gör anspråk på området. Toppen på Gory Poljarnikov är 1 605 meter över havet.
Terrängen runt Gory Poljarnikov är platt åt sydväst, men åt nordost är den kuperad. Trakten är obefolkad. Det finns inga samhällen i närheten.